# Deduplikacja
Deduplikacja – eliminowanie powtarzających się części w zbiorze danych. Jest to proces stosowany przy okazji tworzenia kopii zapasowych danych (tzw. backup). Celem procesu deduplikacji jest ograniczanie ilości miejsca potrzebnego do przechowywania kopii zapasowych.
Obecnie wyróżnia się 4 podstawowe metody przeprowadzania procesu deduplikacji:
- Eliminacja identycznych duplikatów (Single-Instance Storage)
- Deduplikacja blokiem o stałej wielkości (Fixed-block deduplication)
- Deduplikacja blokiem o zmiennej wartości (Variable-block deduplication)
- Deduplikacja progresywna (Progressive deduplication)